# Weetamoo

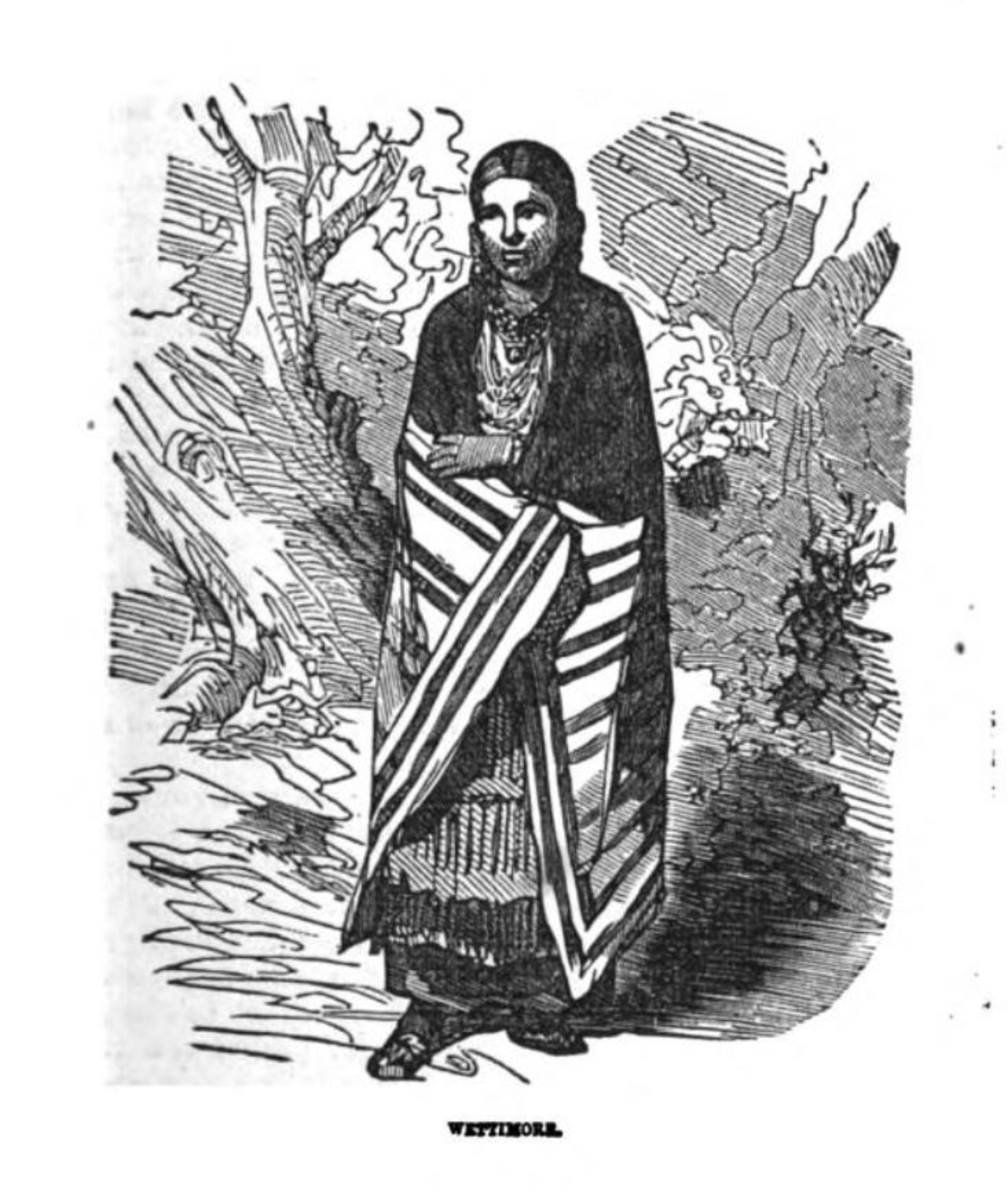
Weetamoo auf einer Zeichnung aus dem Jahr 1873

Weetamoo (* um 1635; † 1676, auch als Weethao, Weetamoe, Wattimore, Namumpum oder Tatapanunum bezeichnet) war eine Sunksqua, eine weibliche Anführerin der Pocasset-Wampanoag-Indianer. Deren Stammesgebiet lag um 1620 im heutigen Tiverton (Rhode Island).
In der Algonkin-Sprache der indigenen Gruppen der nordöstlichen Vereinigten Staaten und Ost-Kanadas bedeutet Weetamoos Name „Sprich zu ihnen“. Sie lebte in Quequechan, dem heutigen Fall River (Massachusetts).

## Leben
Weetamoo wurde im Mattapoiset-Dorf der Pokanoket oder in der Gegend des Taunton River im heutigen Rhode Island geboren. Ihr Vater hieß Corbitant und war etwa von 1618 bis 1630 Sachem des Pocasset-Stamms im heutigen North Tiverton.
Sie war als Perlenarbeiterin und Tänzerin bekannt. Weil ihr Vater keine Söhne hatte, wurde sie Sunksqua und wurde von einer Armee von mehr als 300 Männern verteidigt, die sie selbst kommandierte. Dass sie eine Frau war, schränkte ihre Autorität nicht ein, doch viele Kolonisten verstanden ihre Stellung nicht. Es wurde darüber spekuliert, ob einige der weniger bekannten Sachems, die als männlich galten, in Wirklichkeit weibliche Sunksquas waren, insbesondere da Anführerinnen bei den algonkinsprachigen Indigenen nicht selten waren.
Weetamoo hatte fünf Ehemänner. Ihr erster Ehemann, Häuptling Winnepurket, war der Sachem von Saugus, der kurz nach der Heirat starb. Wamsutta, der von den Engländern Alexander genannt wurde, war ihr zweiter Ehemann. Er war der älteste Sohn von Massasoit, dem Obersachem der Wampanoag und Teilnehmer am ersten Thanksgiving mit den Pilgervätern. Sie heirateten um das Jahr 1653. Es wird vermutet, dass Weetamoo und Wamsutta zusammen ein Kind hatten, obwohl Geburtsdatum und Name unbekannt sind. Während ihrer Ehe verbündete sich der Stamm mit den Engländern gegen die Narraganset, obwohl die Engländer später ihren Vertrag mit dem Stamm brachen. Wamsutta wurde krank und starb während der Verhandlungen mit den Engländern. Sein Bruder Metacomet (Philip) folgte ihm als Häuptling der Wampanoag. Metacoms Frau war Weetamoos Schwester Wootonekanuske.
Über Weetamoos dritten Ehemann, Quequequanachet, ist wenig bekannt. Die Ehe mit dem vierten Ehemann, Petonowit, der von den Engländern „Ben“ genannt wurde, beendete sie, als sie sich im King Philip’s War mit den Engländern zusammenschloss. Ihre letzte Ehe schloss sie mit Quinnapin, dem Sohn des Niantic-Narraganset-Sachem Ninigret, dem Enkel des mächtigen Narraganset-Sachem Canonchet. Er wurde als „hübscher Krieger“ beschrieben. Sie heirateten im August oder September 1675. Diese Ehe diente dazu, die Allianz zwischen den Wampanoag und den Narraganset gegen die Kolonisten zu stärken. Die Ehe scheint stark gewesen zu sein und das Paar hatte zusammen mindestens ein Kind, das 1676 gestorben ist. Quinnapin wurde 1676 gefangen genommen.
Weetamoo schloss sich 1675 dem als King Philip bekannten Metacomet, ihrem Schwager, im Kampf gegen die Kolonisten an. Früh im Krieg unterstützte Weetamoo Metacomets Truppen mit ihren Kriegern. Als die Engländer die Wampanoag im August 1676 besiegten, ertrank Weetamoo auf der Flucht im Taunton River. Ihr Körper war verstümmelt und ihr Kopf wurde in Taunton auf einem Pfahl zur Schau gestellt. Über ihr Lebensende und ihren Tod sowie den Tod der Krieger, die mit ihr unterwegs waren, ist ansonsten nichts bekannt. Die Erzählung, dass sie enthauptet worden sei, stammt aus den Schriften des Pfarrers Increase Mather.

## Nachleben
Weetamoo kommt im Erfahrungsbericht Die wahre Geschichte der Gefangenschaft und Befreiung der Mrs. Mary Rowlandson von Mary Rowlandson vor. 1676 griffen Weetamoo und ihr Verwandter Quinnapin, der Sachem der Narragansett, die Siedlung in Lancaster (Massachusetts) an. Rowlandson, die sich drei Monate lang in der Gefangenschaft Quinnapins befand, verfasste eine lebhafte Beschreibung der Gestalt Weetamoos und ihrer Persönlichkeit:

“A severe and proud dame she was, bestowing every day in dressing herself neat as much time as any of the gentry of the land:  powdering her hair, and painting her face, going with necklaces, with jewels in her ears, and bracelets upon her hands.  When she had dressed herself, her work was to make girdles of wampum and beads.”

„Sie war eine strenge und stolze Dame, die sich jeden Tag ordentlich kleidete genauso wie der Landadel: sie puderte ihr Haar, schminkte ihr Gesicht, ging mit Halsketten umher, mit Juwelen an den Ohren und Armbändern an den Händen. Nachdem sie sich gekleidet hatte, widmete sie sich dem Herstellen von Wampum-Gürtel mit Perlen.“

Nur hochrangige Frauen durften „Wampum-Gürtel mit Perlen“ herstellen. Weetamoos Herstellung dieser Güter förderte ihren Status.
In den White Mountains sind mehrere Orte nach ihr benannt, etwa Weetamoo Falls, Mount Weetamoo, der Weetamoo Trail (an dem Weetamoo Glen und Weetamoo Rock liegen) sowie der Six Husbands Trail, ein Hinweis auf ihre Ehen. Es gibt jedoch keinen Beweis dafür, dass sich Weetamoo jemals in den White Mountains aufhielt. Wahrscheinlich geht dieses Phänomen auf John Greenleaf Whittiers Gedicht „The Bridal of Penacook“ zurück. Darin steht, dass sie aus dieser Gegend gestammt habe.
Judy Chicago widmete Weetamoo eine Inschrift auf den dreieckigen Bodenfliesen des Heritage Floor ihrer 1974 bis 1979 entstandenen Installation The Dinner Party. Die mit dem Namen Wetamoo beschrifteten Porzellanfliesen sind dem Platz mit dem Gedeck für Sacajawea zugeordnet.